# Matrimonio per colpa
Matrimonio per colpa (Getting away with murder) è un film del 1996 del regista statunitense Harvey Miller.

## Trama
Jack Lambert è un professore di etica la cui vita verrà stravolta dalla scoperta che il suo vicino di casa, Max Muller è in realtà un criminale di guerra nazista.
Questi cercherà in tutti i modi di difendere la propria reputazione, convincendo i vicini che si tratti solo di uno scambio di persona, ma non riuscirà a convincere Jack, che diviene sempre più certo della vera identità dell'anziano.
Dopo diversi giorni Max riuscirà a trovare il modo per fuggire dagli Stati Uniti, Jack decide quindi di rompere gli indugi e provvedere personalmente a fare giustizia.
Creatosi un alibi si introdurrà nel giardino del proprio vicino avvelenando con una siringa le mele dell'albero da cui il vecchio era solito attingere per una spremuta di frutta mattutina.
La morte dell'anziano viene archiviata come suicidio e la cosa manda in bestia il professore che cercherà con lettere anonime, di spiegare il perché delle sue azioni.
Poi avviene l'inaspettato, si scopre che Max era veramente innocente, e che il tutto è stato solo un tragico scambio di persona.
Affranto e pentito per l'omicidio di un innocente, Jack si autopunirà per il suo insano gesto, sposando Iga, la ben poco attraente figlia dell'anziano vicino, ma nella prima notte di nozze, egli verrà a scoprire proprio da lei che in verità, suo padre era veramente lo spietato criminale nazista.
Jack sconvolto e in preda all'ira confessa l'omicidio alla moglie, e si prepara ad affrontare il tribunale per poter svelare le reali motivazioni del suo gesto e l'identità di Max, completando così il ciclo della giustizia, per cui il criminale di guerra fu da lui punito per i suoi orrendi crimini ed egli stesso sarà punito per averlo ucciso.
Ma ancora una volta il poverò Jack si troverà contrariato dagli eventi, poiché le accuse contro di lui cadranno ed egli si ritroverà infelicemente libero.
Un anno dopo Jack si è reso conto che averla fatta franca dopo aver compiuto un omicidio è stata una fortuna. È tornato insieme alla sua ex-fidanzata, che aveva lasciato come penitenza per aver ucciso Max Muller, che allora credeva innocente. Ora conduce una vita felice, privo di sensi di colpa. Comunque, non sentendosi più sufficientemente pulito, ha deciso di lasciare l'insegnamento dell'etica per poter studiare legge.